# Іву Пінту
Іву Пінту (порт. Ivo Pinto, нар. 7 січня 1990) — португальський футболіст, захисник клубу «Динамо» (Загреб). На умовах оренди грає за «Фортуну» (Сіттард).
Виступав, зокрема, за клуби «ЧФР Клуж», «Динамо» (Загреб) та «Норвіч Сіті», а також молодіжну збірну Португалії.
Дворазовий чемпіон Хорватії. Володар Кубка Хорватії. 

## Клубна кар'єра
Народився 7 січня 1990 року. Вихованець юнацьких команд футбольних клубів «Лусітанія» та «Боавішта».
У дорослому футболі дебютував 2009 року виступами за команду клубу «Порту». 
Згодом з 2009 по 2013 рік грав у складі команд клубів «Жіл Вісенте», «Віторія» (Сетубал), «Спортінг» (Ковільян), «Ріу-Аве», «Уніан Лейрія» та «ЧФР Клуж».
Своєю грою за останню команду привернув увагу представників тренерського штабу клубу «Динамо» (Загреб), до складу якого приєднався 2013 року. Відіграв за «динамівців» наступні три сезони своєї ігрової кар'єри. Більшість часу, проведеного у складі загребського «Динамо», був основним гравцем захисту команди.
У 2016 році уклав контракт з клубом «Норвіч Сіті», у складі якого провів наступні три роки своєї кар'єри гравця. Граючи у складі «Норвіч Сіті» також здебільшого виходив на поле в основному складі команди.
До складу клубу «Динамо» (Загреб) знову приєднався 2019 року. Станом на 23 жовтня 2019 року відіграв за «динамівців» 5 матчів в національному чемпіонаті.

## Виступи за збірні
У 2005 році дебютував у складі юнацької збірної Португалії (U-16), загалом на юнацькому рівні взяв участь у 28 іграх.
Протягом 2011–2013 років залучався до складу молодіжної збірної Португалії. На молодіжному рівні зіграв у 5 офіційних матчах.

## Титули і досягнення
- Чемпіон Хорватії (2):

«Динамо» (Загреб): 2013-2014, 2014-2015
- Володар Кубка Хорватії (1):

«Динамо» (Загреб): 2014-2015